# École spéciale des travaux publics, du bâtiment et de l'industrie
École spéciale des travaux publics, du bâtiment et de l'industrie (ESTP) це приватна некомерційна інженерна школа (grande école), що спеціалізується виключно на будівництві. З 2011 року на території кампусу Качан у південному передмісті Парижа на площі 6 гектарів відбуваються очні тренування, а з 2012 року — на вулиці Шаррас у 9-му окрузі Парижа. З 2017 року також є філія в Труа.
ESTP була заснована в 1891 році Леоном Ейролем і була офіційно визнана державою в 1921 році.

## Знамениті випускники
- Сакакура Дзюндзо, японський архітектор
- Менахем Мендл Шнеєрсон, ьомий і останній Любавицький ребе
- Моше Фелденкрайз, інженер, винахідник, фахівець з бойових мистецтв і засновник методу Фельденкрайза